# Établissement rural de Teriberka
L'établissement rural de Teriberka (en russe : Сельское поселение Териберка) est une entité municipale de Russie formée en 2005, du raïon de Kola dans l'oblast de Mourmansk. Son siège administratif est la localité de Teriberka.

## Géographie
L'établissement rural se situe dans le raïon de Kola, un des raïons de l'oblast de Mourmansk. Le raïon et l'oblast se trouvent dans le nord européen de la Russie.

## Politique administration
La municipalité est un établissement rural, qui a été créé en 2005. Elle possède sa propre douma et un chef de l'administration.

## Population
Recensements (*) et estimations de la population,:
| 2010* | 2021* | 2023 | - |
| ----- | ----- | ---- | - |
| 1 025 | 569   | 528  | - |

## Localités
| Localité             | Statut   | Population 2010 | Population 2021 |
| -------------------- | -------- | --------------- | --------------- |
| Vostchnoï Kildine    | localité | 4               |                 |
| Dalnié Zelentsy      | localité | 52              |                 |
| Zapadny Kildine      | localité | 6               |                 |
| Ostrov Bolshoï Oleny | localité | 6               |                 |
| Teriberka            | village  | 957             |                 |